# Conopodium marianum
Conopodium marianum es una especie de hierba perteneciente a la familia de las umbelíferas.

## Descripción
Es una hierba perenne, con tubérculo  de 1-3,5 cm. Tallos de hasta 110 cm de altura. Hojas basales largamente pecioladas, 3-pinnatisectas, con lóbulos terminales setáceo-subulados, mucronados; las caulinares pecioladas o, las más superiores, sentadas. 2-3 pinnatisectas. Las inflorescencias en umbelas con (8-) 10-25 (-30) radios y 0(-2) brácteas. Umbelas de segundo orden con 4-10 bracteolas setáceo-subuladas. Mericarpos de 2,3-5 x 0,2-0,5 mm, subovales, pardos, con 1 vita por valécula y 2 vitas comisurales. Estilos de 0,1-0,7 mm. Endospermo plano. 2n = 22 (Huelva, Sevilla). Florece en mayo; fructifica de junio a julio.

## Distribución y hábitat
Se encuentra en pastos, dehesas de alcornocales, encinares y pinares, en suelo preferentemente arenoso; a una altitud de 150- 1100 metros en la península ibérica y Norte de África. Extremo NW y mitad meridional de la península ibérica, exceptuando el SE peninsular.

## Taxonomía
Conopodium marianum fue descrita por Johan Martin Christian Lange y publicado en Videnskabelige Meddelelser fra Dansk Naturhistorisk Forening i Kjøbenhavn 1877–1878: 232. 1878.
Sinonimia
- Bunium flexuosum Brot.
- Conopodium elatum Willk.[3]

## Nombre común
Castellano: alforxón, chufera, terreños.